# عزلة الشويع (المحويت)

تعديل مصدري - تعديل

عزلة الشويع هي إحدى عزل مديرية بني سعد في محافظة المحويت اليمنية ويبلغ تعداد سكانها 4207 نسمة حسب التعداد السكاني في اليمن لعام 2004.

## روابط خارجية
- الجهاز المركزي للإحصاء بالجمهورية اليمنية
- المركز الوطني للمعلومات باليمن
- World Gazetteer:Yemen
- الدليل الشامل